# Devil May Cry 3 (manga)
Dwutomowa manga, stworzona na podstawie gry Devil May Cry 3: Dante's Awakening, najpierw wydana w Japonii, później przetłumaczona na język angielski. Manga zaplanowana była na 3 tomy, lecz zaniechano produkcji ostatniego. Seria opowiada o wydarzeniach na rok przed historią Devil May Cry 3 z punktu widzenia zarówno Dantego, jak i Vergila.

## Fabuła
"Code 1: Dante"
Enzo odwiedza Dantego w jego biurze i proponuje mu pracę, czyli odnalezienie zgubionej dziewczynki - Alicji. Dante nie zgadza się, jednak po namyśle wyrusza na poszukiwania Enza, by przyjąć tę propozycję. Znajduje go w domu publicznym, zaatakowanym przez hordę demonów. Akcja przenosi się do biblioteki, gdzie znajdują się Vergil i Arkham. Vergil przeszukuje półki biblioteczne, zaś Arkham stara się go zainteresować opowieścią o Spardzie. Vergil zabija bibliotekarkę - demona, i ulega prośbom Arkhama, by mu opowiedzieć prawdziwą historię Spardy. Dante stoi na zewnątrz opuszczonego dworu. Wchodzi przez okno do pokoju, w który siedzi Alicja. Dziewczynka okazuje się być demonem, i atakuje Dantego. Pokonuje ją i znajduje stare zdjęcie Mary (czyli Lady). Vergil wędruje po mieście. Zabija grupę meneli, którzy za bardzo się nim zainteresowali. Spotyka Enza, który pomylił go z Dantem. Vergil domyśla się, iż Dante jest w mieście, i wyrusza na jego poszukiwania. Rabbi - maskotka Alicji - prowadzi Dantego do kryjówki dziewczynki. Alicja nie chce odejść bez swojego pluszaka. Rabbi ogłasza czas na herbatę - tu pojawia się demon, przypominający Zwariowanego Kapelusznika. Dante, po rozmowie z Rabbim, odchodzi. Po drodze mija się z Vergilem, lecz bracia nie poznali się.
Dante znajduje tajemniczy klucz i walczy z kotopodobnym demonem. Pojawia się Rabbi, który tłumaczy Dantemu, iz cała akcja ratunkowa była tylko przykrywką do zwabienia go tutaj. Dante odchodzi bez zapłaty, zaś Vergil zabija Rabbiego. Na końcu Dante śni o ataku demonów, które zabiły jego matkę i rozdzieliły go od brata. Zaraz po przebudzeniu Dante bierze swoje pistolety, miecz i wychodzi z biura.
Code 2: Vergil
Vergil i Arkham przybywają do Temen-ni-gru. Arkham opowiada o budowie wieży i o demonach, które Sparda zamknął w świecie demonów. Jedyną rzeczą, która pozwoliła Spardzie nimi władać, była znajomość ich imion. Zanim Arkham zdążył skończyć opowieść, demon przejmuje kontrolę nad umysłem Vergila. Vergil pojawia się na cmentarzu jako dziecko, otoczony demonicznymi szkieletami. Dopiero gdy został poważnie ranny i utracił swoją katanę Yamato, demony przedstawiają się. Każdy nosi imię jednego z siedmiu grzechów głównych. Vergil szybko pojął ich przesłanie, odzyskał kontrolę nad swoim ciałem i niszczy posąg, zawierający umysł demona. Akcja przenosi się do biura Dantego, gdzie atakuje tłum demonów. Dante rozprawia się z nimi i idzie do knajpy, gdzie barman opowiada mu o morderstwach popełnionych przez Vergila. Wychodzi, po chwili bar odwiedza Mary z chorą koleżnaką. W tym czasie sfrustrowany Vergil próbuje odszyfrować treść książki o legendzie Spardy. Arkham wzywa go do piwnic dworu, i twierdzi, iż zna lokalizację jednej z czterech pieczęci, niezbędnych do otworzenia przejścia do świata demonów.
Mary spotyka Alicję, która prowadzi ją do Devil May Cry. Chwilę później Dante wraca, a Alicja kradnie połówkę jego amuletu, prezentu od matki. Dante goni ją i trafia do kościoła. Napotyka tam demona, tego samego, z którym walczył we dworze. Nagle podłoga kościoła się zawala i Dante spada do piwnic. Znajdował się tam ten sam demon, który wcześniej opętał Vergila. Demon próbuje przekonać Dantego, by otworzył pieczęć, którą Sparda zamknął w nim i jego braci. W Dantem budzi się jego druga, demoniczna natura, i udaje mu się umknąć. Vergil opuszcza dwór i udaje się do biura Dantego, gdzie natychmiast otwiera trzecią pieczęć. Opowiada też o swoim planie podniesienia Temen-ni-gru i otworzeniu przejścia do świata demonów. Drażni Dantego, pokazując mu skradzioną przez Alicję połówkę amuletu. Dante zamierza zaatakować, jednak Vergil oddaje mu amulet, twierdząc, że i tak zabierze go kiedy tylko zechce. Na końcu Arkham szykuje się do rytuału mającego wznieść Temen-ni-gru.